# Ångfregatten Vanadis långresor
Ångfregatten Vanadis långresor är en förteckning över de långresor som den svenska ångfregatten Vanadis genomförde mellan 1863 och 1893.

## 1863–1864
Färdväg
1. Sverige
2. Ryde , Isle of Wight, England
3. Lissabon, Portugal
4. Gibraltar
5. Alger, Algeriet
6. Malta, Italien
7. Neapel, Italien
8. Genua, Italien
9. Villafrancha, Nice, Frankrike
10. Toulon, Frankrike
11. Cartagena, Spanien
12. Cherbourg, Frankrike
13. Sverige

## 1864–1865
Färdväg
1. Sverige
2. Plymouth, England
3. New York, USA
4. Philadelphia, USA
5. Fort Monroe, Hampton, Virginia, USA
6. Norfolk, Virginia, USA
7. Saint Barthélemy, Västindien
8. Saint Thomas, Virgin Islands, Västindien
9. Santiago de Cuba, Kuba
10. Havanna, Kuba
11. Matanzas, Havanna, Kuba
12. New York, USA
13. Brest, Frankrike
14. Sverige

## 1865–1866
Färdväg
1. Sverige
2. Plymouth, England
3. Saint Barthélemy, Västindien
4. Port au Prince, Haiti
5. Cartagena, Colombia
6. Port Royal, Jamaica
7. Havanna, Kuba
8. Hamilton, Bermuda
9. Funchal, Madeira, Portugal
10. Gibraltar
11. Cadiz, Spanien
12. Funchal, Madeira, Portugal
13. Tanger, Marocko
14. Le Havre, Frankrike
15. Kingstown nuvarande Dún Laoghaire, Irland
16. Greenhithe, London, England
17. Sverige

## 1867–1868
Färdväg
1. Sverige
2. Plymouth, England
3. Rio de Janeiro, Brasilien
4. Barbados, Västindien
5. Saint Barthélemy, Västindien
6. Plymouth, England
7. Sverige

## 1868–1869
Färdväg
1. Sverige
2. Plymouth, England
3. Funchal, Madeira, Portugal
4. Tanger, Marocko
5. Gibraltar
6. Brindisi, Italien
7. Messina, Sicilien, Italien
8. Neapel, Italien
9. Cadiz, Spanien
10. Brest, Frankrike
11. Sverige

## 1869–1870
Färdväg
1. Sverige
2. Cherbourg, Frankrike
3. Gibraltar
4. Malta, Italien
5. Brindisi, Italien
6. Alexandria, Egypten
7. Port Said, Egypten
8. Milos, Grekland
9. Pireus, Grekland
10. Smyrna, Turkiet
11. Syros, Grekland
12. Santorini, Grekland
13. Valletta, Malta, Italien
14. Toulon, Frankrike
15. Marseille, Frankrike
16. Alger, Algeriet
17. Cartagena, Spanien
18. Gibraltar
19. Portsmouth, England
20. Cherbourg, Frankrike
21. Sverige

## 1872–1873
Färdväg
1. Sverige
2. Falmouth, England
3. Bordeaux, Frankrike
4. Malta, Italien
5. Alexandria, Egypten
6. Port Said, Egypten
7. Brindisi, Italien
8. Trieste, Italien
9. Pola
10. Marseille, Frankrike
11. Lissabon, Portugal
12. Portsmouth, England
13. Sverige

## 1877–1878
Färdväg
1. Sverige
2. Yarmouth, England
3. Plymouth, England
4. Saint Thomas, Virgin Islands, Västindien
5. Saint Barthélemy, Västindien
6. Guadeloupe, Västindien
7. Fort de France, Martinique, Västindien
8. Saint Barthélemy, Västindien
9. Saint Thomas, Virgin Islands, Västindien
10. Saint Croix, Virgin Islands, Västindien
11. Saint Thomas, Virgin Islands, Västindien
12. Saint Barthélemy, Västindien
13. Saint Thomas, Virgin Islands, Västindien
14. Deal, Kent, England
15. Sverige

## 1880–1881
Färdväg
1. Sverige
2. Gibraltar
3. Pireus, Grekland
4. Vourla, Grekland
5. Smyrna, Turkiet
6. Jaffa, nuvarande Israel
7. Alexandria, Egypten
8. Valletta, Malta, Italien
9. Neapel, Italien
10. Port Ferrajo, Elba, Italien
11. La Spezia, Italien
12. Villafrancha, Nice, Frankrike
13. Alger, Algeriet
14. Cartagena, Spanien
15. Gibraltar
16. Bournemouth, England
17. Portsmouth, England
18. Sverige

## 1882–1883
Färdväg
1. Sverige
2. Yarmouth, England
3. Plymouth, England
4. Cadiz, Spanien
5. Malta, Italien
6. Alexandria, Egypten
7. Korfu, Grekland
8. Trieste, Italien
9. Pola
10. Lissa, Albanien
11. Golfo di Palma, Mallorca, Spanien
12. Marseille, Frankrike
13. Toulon, Frankrike
14. Gibraltar
15. The Downs, England
16. Sverige

## 1883–1885
Världsomsegling. I Sheerness lossnade en båt när den skulle firas ner och fyra man ur besättningen skadades. En stormby satte senare fartyget på drift, så att det stötte ihop med den engelska monitoren Hydra, inget av fartygen fick dock några större skador. Under besöket i Lissabon avlade H. M. Konungen och H. K H. Kronprinsen av Portugal besök ombord. I Valparaíso avlade Republikens president besök ombord. Under getjakt på ön Nouka Hiva (Nuku Hiva) föll en man ur besättningen så svårt i bergen, att han avled senare samma dag. I Papeete avlade H.M. Konungen av Tahiti besök ombord. I Honolulu hedrades man genom en visit av den infödde härskaren, H.M. Konung Kalakaua. 15 september till ankars i Shanghai råkade hon ut för en våldsam orkan, men man lyckades att med reservankare ock maskinkraft förhindra, att hon kom på drift. Fartygets båtar ådrog sig dock en del skador och en ångslup kom på drift och sjönk men kunde senare bärgas. 6 april 1885 föll en av stormärsgastarna i däck och avled omedelbart. Han begravdes i land vid framkomsten till Gibraltar några dagar senare. Vid återkomsten till Sverige 9 maj 1885 hade hon legat till sjöss effektiv gångtid omkring 11 månader, varav längsta tiden från hamn till hamn var 28 dagar på resan mellan Lissabon och Rio de Janeiro. Fartygschef var kommendör Otto Lagerberg. Sekond var kapten Hjalmar af Klintberg. Med på resan var etnografen Hjalmar Stolpe och fotografen Oscar Ekholm.
Färdväg

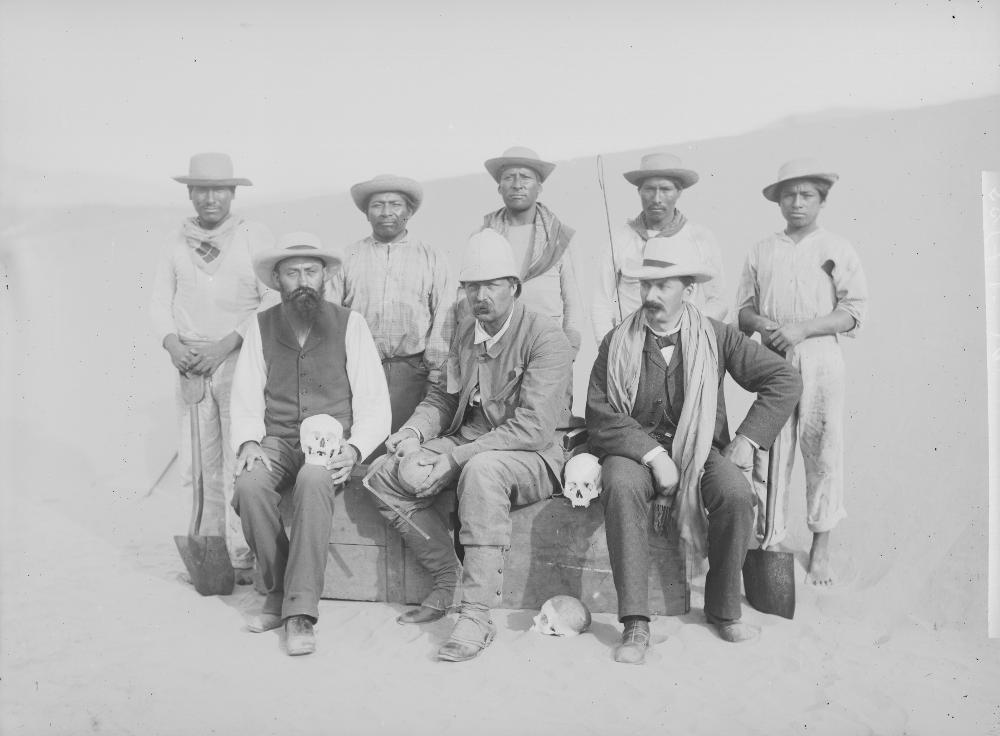
Hjalmar Stolpe i Ancón, Peru

På grund av krig i Kina fick Vanadis ändra sin planerade färdväg. Bland annat hade man tänkt stanna i Shanghai.
1. Sverige, avseglade 5 december 1883
2. Sheerness, England, anlöpte 10 december
3. The Downs, England
4. Lissabon, Portugal anlöpte 22 december
5. Rio de Janeiro, Brasilien, anlöpte 1 februari 1884
6. Punta Arenas, Chile, anlöpte 29 februari
7. Borja Bay, anlöpte 2 mars
8. Colombine cove, Newton Island, anlöpte 3 mars
9. Molyneux Sound, anlöpte 4 mars
10. Green Harbour, anlöpte 5 mars
11. Valparaíso, Chile anlöpte 14 mars
12. Callao, Peru, anlöpte 3 april
13. Anna Maria Bay ön Nuku Hiva, Marquesasöarna, Franska Polynesien, anlöpte 8 maj
14. Fakarava, Pamotousöarna, Franska Polynesien, anlöpte 15 maj
15. Papeete, Tahiti,  anlöpte 19 maj
16. Honolulu, Hawaii, USA, anlöpte 19 juni
17. Jaluit, anlöpte 26 juli
18. Yokohama, Japan, anlöpte 26 augusti
19. Kobe, Japan, anlöpte 3 oktober
20. Nagasaki, Japan, anlöpte 8 oktober
21. Hongkong, anlöpte 18 oktober
22. Manila, Filippinerna, anlöpte 1 november
23. Bangkok, anlöpte 17 november
24. Singapore, anlöpte 28 november
25. Calcutta, Indien, anlöpte 19 december
26. Colombo, Ceylon, anlöpte 13 januari 1885
27. Bombay, Indien, anlöpte 26 januari
28. Aden, Jemen, anlöpte 18 februari
29. Massaua, Eritrea, anlöpte 21 februari
30. Port Said, Egypten, anlöpte 7 mars
31. Alexandria, Egypten, 11 mars
32. Malta, Italien, anlöpte 24 mars
33. Gibraltar, anlöpte 11 april
34. Malmö, anlöpte 2 maj
35. Karlskrona, anlöpte 5 maj
36. Stockholm, anlöpte 9 maj

## 1886
Färdväg
1. Sverige
2. Tanger, Marocko
3. Gibraltar
4. Casablanca, Marocko
5. Mazagan numera El-Jadida, Marocko
6. Safi, Marocko
7. Mogador numera Essaouira, Marocko
8. Tanger, Marocko
9. Plymouth, England
10. Sverige

## 1888
Färdväg
1. Sverige
2. Gibraltar
3. Alger, Algeriet
4. Plymouth, England
5. Sverige

## 1891
Färdväg
1. Sverige
2. Lissabon, Portugal
3. Oran, Algeriet
4. Gibraltar
5. Sverige

## 1892
Färdväg
1. Sverige
2. Deal, Kent, England
3. Funchal, Madeira, Portugal
4. Falmouth, England
5. Vlissingen, Nederländerna
6. Antwerpen, Belgien
7. Sverige

## 1893
Färdväg
1. Sverige
2. Plymouth, England
3. Malaga, Spanien
4. Gibraltar
5. Tanger, Marocko
6. Le Havre, Frankrike
7. Sverige